# Minucia maura
Minucia maura är en fjärilsart som beskrevs av Charles Oberthür 1884. Minucia maura ingår i släktet Minucia och familjen nattflyn. Inga underarter finns listade i Catalogue of Life.